# Лінкей (аргонавт)
Лінке́й (дав.-гр. Λυγκεύς) — персонаж давньогрецької міфології, царевич, син Афарея і Арени, брат Іда, аргонавт.
Брав участь у поході за Золотим руном. На «Арго» був сигнальником, тому що мав гострий зір. Брав участь у полюванні на Калідонського вепра.
Він з братом Ідом мали наречених, дочок Левкіппа — Гілаейру і Фебу. Але Діоскури Полідевк і Кастор викрали їх. Афаретіди почали переслідувати Діоскурів. Лінкей побачив з однієї з вершин Тайгету Діоскурів, коли вони заховалися у дуплі дуба. За джерелами вбив Кастора, та його самого вбив Полідевк. За іншими джерелами його вбив Кастор.
Начебто першим почав видобувати мідь і срібло, також залізо, беручи під землю світильники, чому і стали говорити, що він бачив під землею.